# 檢疫

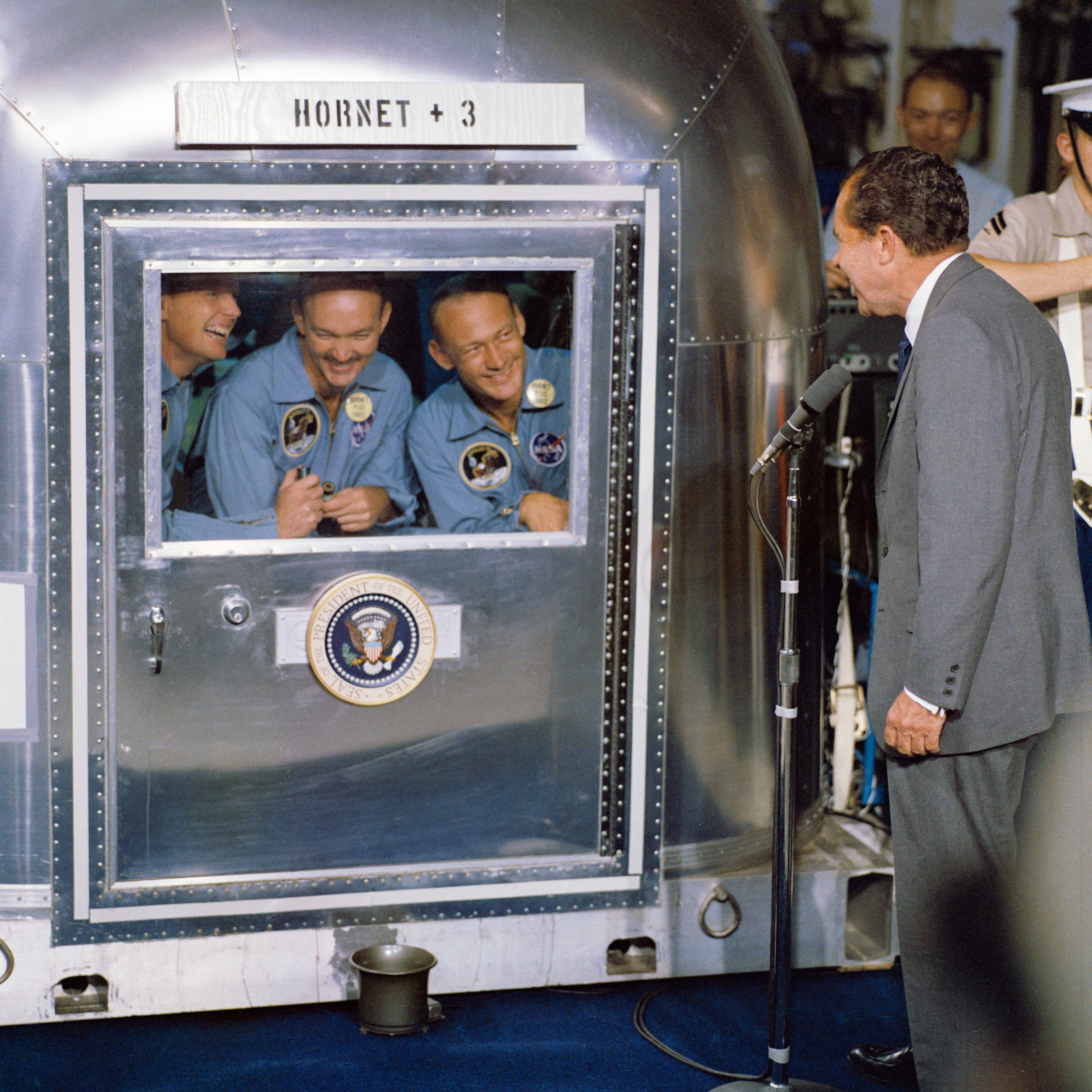
美国总统理查德·尼克松向在美国宇航局移动隔离设施中的阿波罗11号宇航员致意。

檢疫是風險管理的一種措施。當人類、動物或植物，由一個地方進入另一個地方，為防帶有傳染病会被要求進行檢疫。

## 各地設施及相關法規

### 香港
- 在2008年前，港府根據《檢疫及防疫條例》（香港法例141章）的第24及38條，要求從疫區來港的船舶或旅客，分別在奇力灘或啟德的檢疫錨地，以及指定「檢疫站」（即隔離營）進行隔離檢疫程序[1]。
- 2008年後，取代上述條例的《預防及控制疾病條例》（香港法例599章）的第7條，則賦權當局可要求從疫區來港的交通工具或旅客，進行隔離檢疫程序[2]。
- 漁農自然護理署於山光道的香港賽馬會舊馬房，為2008年奧運參選馬匹進行10天隔離期間，防馬流感[3][需要較佳来源]。
- 在2003年非典型肺炎、2009年人類豬流感及2020年2019冠狀病毒病疫情期間，衛生署、民政事務總署及社會福利署亦在全港各地設立多個隔離中心，供病患的密切接觸者、從疫區進入香港人士，以及有需要的醫護人員進行14天檢疫（當中包括麥理浩夫人度假村、鯉魚門公園及度假村、饒宗頤文化館翠雅山房、八鄉少訊中心及西貢戶外康樂中心等旅館及渡假營地[4]；而在2020、2022年，政府先後徵用過房委會轄下尚未入伙的沙田駿洋邨、粉嶺皇后山邨皇溢樓和皇澄樓、葵涌荔景邨恆景樓作臨時隔離設施）。

- 因應2019冠狀病毒病疫情疫情，香港在竹篙灣、啟德前跑道區、落馬洲河套區、青衣航運路、前新田購物城、港珠澳大橋香港口岸人工島、粉嶺馬適路、洪水橋近雞伯嶺路和元朗潭尾興建共九個社區隔離設施。[5]

### 中國大陸
- 四川檢驗檢疫局《進出境大熊貓檢驗檢疫規程》規定，於2007年4月初，為送給香港的大熊貓需要為期1個月的隔離檢疫。

### 台灣
- 1997年動物惡性傳染病-口蹄疫傳入台灣，造成台灣養豬業崩盤，同時因加入WTO，於1998年成立行政院農業委員會動植物防疫檢疫局，並設立基隆、新竹、台中與高雄四個防檢分局，將動植物防疫檢疫政策與執行整合。
- 2023年6月，因應政府組織再造，動植物防疫檢疫局升格為動植物防疫檢疫署。
- 《動物傳染病防治條例施行細則》
  - 第三十四條第一項：動物檢疫之隔離時間。
  - 第三十四條第二項：應受隔離檢疫之動物[6]。

## 延伸閲讀
- Howard Markel. . Johns Hopkins University Press. 1999. ISBN 978-0801861802.
- Rothstein, Mark A.  (PDF). Indiana Health Law Review: 227–280.   [2020-02-11]. （原始内容 (PDF)存档于2017-02-06）.

## 外部連結
- 《商品檢驗法及其施行細則》 （页面存档备份，存于）.全國法規資料庫
- 《動物及動物產品輸入檢疫條件》 （页面存档备份，存于）.行政院農業委員會主管法規共用系統
- 《動物傳染病非疫區及疫區之國家(地區)》 （页面存档备份，存于）.行政院農業委員會主管法規共用系統